# マツダ・跳
マツダ・跳（ハズミ・HAZUMI）は、マツダが製作したコンセプトカーである。

## 概要
2014年のジュネーブモーターショーでワールドプレミア。
マツダのクルマづくりの柱となる「SKYACTIV TECHNOLOGY（スカイアクティブテクノロジー）」、デザインテーマ「魂動（こどう）」、安全思想「マツダ・プロアクティブ・セーフティ」、新世代カーコネクティビティシステム「マツダコネクト」に基づき、これらを妥協することなく反映させたコンセプトモデルであり、マツダの次世代コンパクトカーを示唆するモデルとして登場した。
メカニズムについては、小排気量ディーゼルエンジン「SKYACTIV-D 1.5」を搭載。先行発表されている「SKYACTIV-D 2.2」と同様、高効率・クリーンな特性を持ち、トルクフルかつリニアに加速する走りと優れた環境性能を実現させると同時に、CO2の排出量を90 g/km以下としており、NOx用の触媒を装着することなく、ユーロ6に対応させた。トランスミッションはSKYACTIV-Driveと名付けられた6速ATを採用。加えて、アイドリングストップシステムi-stopや回生装置「i-ELOOP」も装備。
なお「跳」はのちに、細部が改良された以外はほぼこのままの内容で4代目デミオ（＝3代目MAZDA2）として登場することとなる。

## 主要諸元
- 全長 - 4,070 mm（4代目デミオ比+10 mm）
- 全幅 - 1,730 mm（4代目デミオ比+35 mm）
- 全高 - 1,450 mm（4代目デミオ比+20 mm）
- ホイールベース - 2,585 mm（4代目デミオ比+15 mm）
- フロントサスペンション - マクファーソンストラット
- リアサスペンション - トーションビーム
- トランスミッション - 6速AT